# 科迪莉亞鎮區 (北達科他州博蒂諾縣)
科迪莉亞鎮區（英語：Cordelia Township）是位於美國北達科他州博蒂諾縣的一個鎮區。

## 地方資料
科迪莉亞鎮區的面積為92.58平方千米，當中陸地面積為89.62平方千米，而水域面積為2.96平方千米。根據2010年美國人口普查的數據，當地共有人口96人，而人口密度為每平方千米1.04人。